# Karen Armstrongová
Karen Armstrongová (* 14. listopadu 1944 Wildmoor) je anglická religionistka, televizní moderátorka a spisovatelka. Její dílo bylo přeloženo do čtyřiceti pěti jazyků. Původně byla katolickou řádovou sestrou (v Society of the Holy Child Jesus), klášter opustila roku 1969. Později uváděla, že byla v klášteře fyzicky a psychicky týrána. Klášterní zkušenost popsala i v knize Through the Narrow Gate (1982) a v pamětech The Spiral Staircase (2004). Po odchodu z řádu též opustila konzervativní pojetí křesťanství a uchýlila se k jeho mystičtější verzi, ovlivněné zejména Bernardem Lonerganem. V jednom pozdějším rozhovoru se dokonce označila za konfuciánku. Vystudovala angličtinu na Oxfordské univerzitě. Ve svých pracích hledá společné rysy všech náboženství a hledá porozumění hlavně mezi křesťanstvím a islámem. Její známou tezí je, že „náboženský fundamentalismus není reakcí na současnou kulturu, ale je jejím produktem“. Natočila několik pořadů o náboženství pro BBC. V roce 2017 získala Cenu kněžny asturské. Je kritizována zejména konzervativními křesťanskými kruhy (zejm. periodiky jako First Things a National Review). Celoživotně trpí epilepsií. Je viceprezidentkou Britské asociace pro epilepsii, jinak známé jako Epilepsy Action. Nikdy se nevdala.